# Growing Up Brady
Growing Up Brady è un film per la televisione statunitense basato sull'autobiografia Growing Up Brady: I Was a Teenage Greg del 1992 scritta dall'attore Barry Williams con Chris Kreski.
Fu mandato in onda per la prima volta il 21 maggio del 2000 negli Stati Uniti sul network NBC e pubblicato in DVD nel 2004.
Il film è la storia un po' romanzata della produzione della sitcom dell'ABC "The Brady Bunch" del 1969-1974, in Italia chiamato "La famiglia Brady". In questa serie Williams interpretava il teenager Greg Brady.